# Isidor Gukovski
Isidor Emmanueilovitch Gukovski (em russo: Исидор Эммануилович Гуковский) (1871-1921). Comissário do Povo de Finanças após a Revolução russa. 
De formação químico, e de adscrição menchevique foi várias vezes arrestado e encarcerado durante a época czarista por incitar à greve operária. Em Baku, utilizou o nome de Theodor Izmailovicha para o seu trabalho político, chegando a ser em 1906 secretário do jornal "Новая жизнь" (Nova Vida). Após uma época em Odessa, regressou a Rússia, onde foi arrestado. Estabelecido em Moscovo, após a Revolução de Outubro uniu-se à corrente bolchevique e, em março de 1918, foi nomeado temporariamente Comissário do Narkomfin. Em 16 de agosto de 1918 deixou o Narkomfin e foi nomeado representante plenipotenciário do governo revolucionário para Estónia. Gukovski morreu em 1921 de pneumonia.
| Precedido por: {{{antes}}} | Narkomfin Março de 1918 – 16 de Agosto de 1918 | Sucedido por: {{{depois}}} |